# Meleuz
Meleuz (in baschiro Mäläüez) è una città della Russia europea centro-orientale (Repubblica Autonoma della Baschiria).
Sorge nel pedemonte uraliano meridionale, sulla sponda sinistra del fiume Belaja poco lontano dalla confluenza dell'affluente omonimo, 205 km a sud della capitale Ufa.
È il capoluogo amministrativo del rajon Meleuzovskij.